# Katholieke Kerk in Venezuela

Venezuela

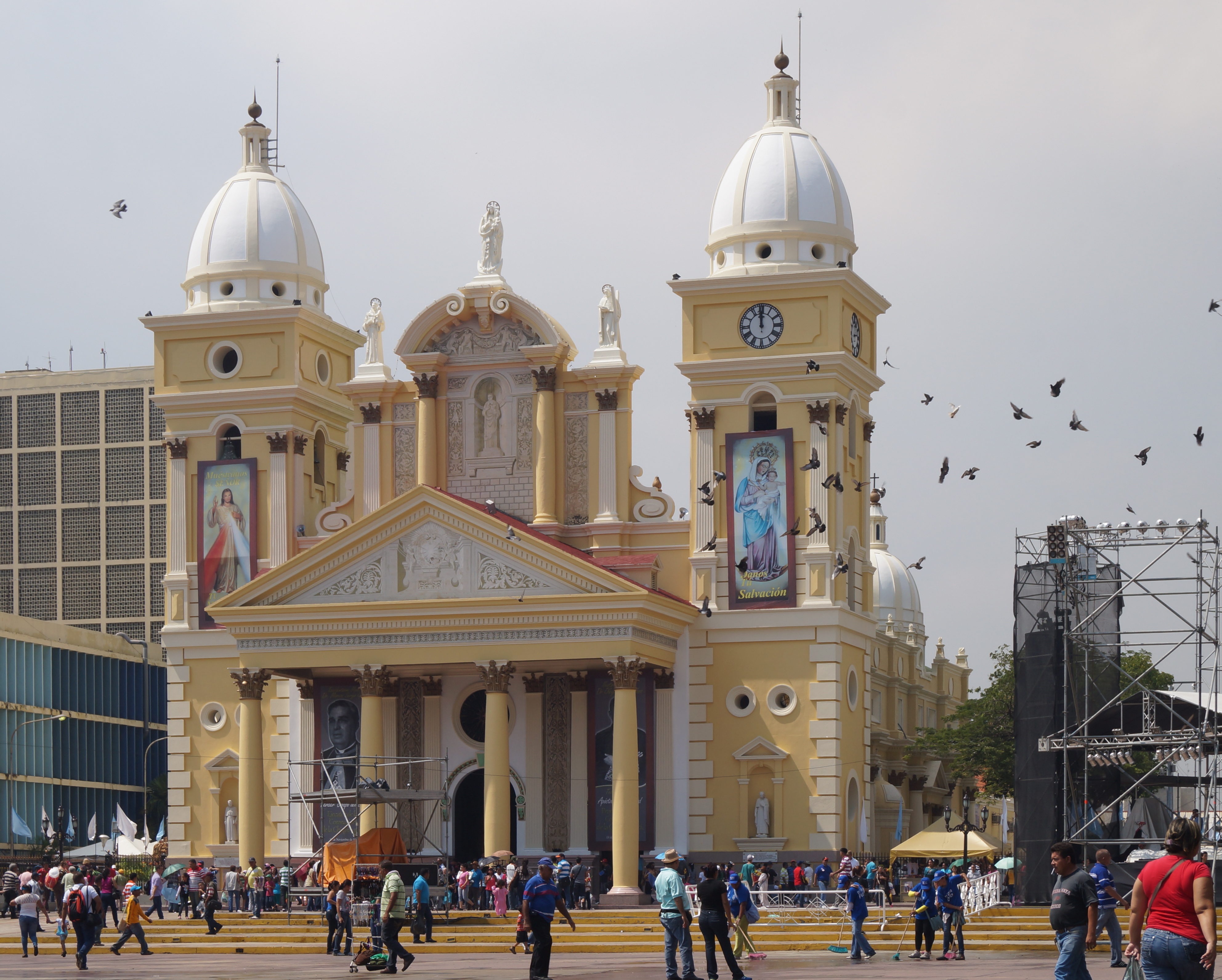
Basiliek van Onze-Lieve-Vrouw van de Rozenkrans van Chiquinquirá

De Katholieke Kerk in Venezuela is een onderdeel van de wereldwijde Katholieke Kerk, onder het geestelijk leiderschap van de paus en de curie in Rome.
Het overgrote deel van de Venezolanen (96 %) is katholiek. In de 19e eeuw werd de Kerk vervolgd in Venezuela onder het bewind van Guzman Blanco: de kloosters werden opgeheven en de eigendommen van de Kerk werden geconfisqueerd. Er zijn thans negen aartsbisdommen, achttien bisdommen, twee exarchaten van oosters-katholieke kerken, drie apostolische vicariaten en een militair ordinariaat. De primaat van de Kerk in Venezuela is de aartsbisschop van Caracas.
Apostolisch nuntius voor Venezuela is aartsbisschop Alberto Ortega Martín.

## Indeling
- Kerkprovincie Barquisimeto:
  - Aartsbisdom Barquisimeto
  - Bisdom Acarigua-Araure
  - Bisdom Carora
  - Bisdom Guanare
  - Bisdom San Felipe
- Kerkprovincie Calabozo:
  - Aartsbisdom Calabozo
  - Bisdom San Fernando de Apure
  - Bisdom Valle de la Pascua
- Kerkprovincie Caracas:
  - Aartsbisdom Caracas
  - Bisdom Guarenas
  - Bisdom La Guaira
  - Bisdom Los Teques
  - Bisdom Petare
- Kerkprovincie Ciudad Bolívar:
  - Aartsbisdom Ciudad Bolívar
  - Bisdom Ciudad Guayana
  - Bisdom Maturín
- Kerkprovincie Coro:
  - Aartsbisdom Coro
  - Bisdom Punto Fijo
- Kerkprovincie Cumaná:
  - Aartsbisdom Cumaná
  - Bisdom Barcelona
  - Bisdom Carúpano
  - Bisdom Margarita
- Kerkprovincie Maracaibo:
  - Aartsbisdom Maracaibo
  - Bisdom Cabimas

Kerkprovincies en bisdommen in Venezuela

  - Bisdom El Vigia-San Carlos del Zulia
  - Bisdom Machiques
- Kerkprovincie Mérida:
  - Aartsbisdom Mérida
  - Bisdom Barinas
  - Bisdom San Cristóbal de Venezuela
  - Bisdom Trujillo
- Kerkprovincie Valencia en Venezuela:
  - Aartsbisdom Valencia en Venezuela
  - Bisdom Maracay
  - Bisdom Puerto Cabello
  - Bisdom San Carlos de Venezuela
- Immediatum:
  - Apostolisch vicariaat Caroní
  - Apostolisch vicariaat Puerto Ayacucho
  - Apostolisch vicariaat Tucupita
  - Militair ordinariaat
- Overig:
  - Exarchaat Venezuela (Melkitisch Grieks) (Melkitische Grieks-Katholieke Kerk)
  - Exarchaat Venezuela (Syrisch) (Syrisch-Katholieke Kerk)